# 弓裔
弓裔（韓語：궁예；？—918年7月24日），也作躬乂，金姓，出身新羅王族，朝鮮半島後三國之一後高句麗的建立者，也是唯一一位統治者。因一只眼睛失明，人稱一目大王（일목대왕）。曾出家，法名善宗（선종）。早年投奔梁吉農民軍，得勢後自立為王，自認是救主彌勒佛下凡，好殺橫酷，後部下諸將兵變，擁立大將王建為王，弓裔落荒而逃，途中被百姓刺殺。

## 生平
根據《三國史記》的記載，弓裔是新羅第四十七代王憲安王的庶子，其母為憲安王的嬪御。另有说法称他是景文王的庶子。弓裔於五月五日出生於外家，剛出生時就有了牙齒。其出生時，屋有白光如長虹一般，直達天上。掌管星象的官員認為他將來不利於國家，建議國王不要撫養。憲安王派人至其家，要將他殺害。使者將弓裔扔到樓下，乳婢偷偷將他接住，自己作養母，逃往外地撫養。因為接的時候不小心戳到眼睛，致使弓裔瞎了一隻眼睛。弓裔十多歲時遊戲不止，養母以實情告訴他，勸誡他不要如此張狂，以免惹禍上身。弓裔為了不讓養母受到牽連，去了興教寺出家為祝髮為僧，法名“善宗”。年長後，不遵守戒律，軒輊有膽氣。一次赴齋行次，有烏鳥銜一牙籤，落其鉢中，視之，牙籤上寫著一個「王」字。善宗隱秘不言，但自此頗為自負。
891年（大顺二年，真聖女王五年），弓裔見新羅衰敗、綱紀廢弛、盜賊蜂起，便前往竹州投奔箕萱。箕萱對他非常輕慢，弓裔抑郁不自安，私下結交箕萱麾下的元會、申煊等人為友。
892年（景福元年），投奔北原（今江原道原州市）梁吉麾下，深得信任，令他分兵向東攻略郡縣。於是出宿雉岳山石南寺，攻取了酒泉、奈城、鬱烏、御珍等縣。894年（乾寧元年），攻入溟州，得到部眾三千五百人。弓裔將他們分為十四隊，以金大、黔毛、盺長、貴平、張一等為舍上（部長）。弓裔與士卒同甘共苦，且公私賞罰分明，因此獲得部眾的愛戴和畏懼，被推戴為將軍。攻下猪足、狌川、夫若、金城、鐵圓等城，軍聲甚盛，浿西賊寇紛紛歸附。弓裔自認為勢力強大，可以開國稱君，便建立政权，設置文武官職。王建自松岳郡前來投軍，被任命為鐵圓郡太守。
896年（乾寧三年），攻取了僧嶺、臨江兩縣。897年（乾寧四年），仁物郡歸降。弓裔認為松岳郡是漢北名郡，山水奇秀，遂以之為都城。隨後攻取了孔巖、黔浦、穴口等城。當時梁吉在北原，佔據了國原等三十餘城。聽說弓裔地廣民眾，大怒，欲率兵攻打。弓裔先發制人，大敗之。
898年（光化元年）春二月，修葺松岳城，任命王建為精騎大監，攻打楊州、見州；冬十一月，始作“八關會”。901年（天復元年），派王建攻下了廣州、忠州、唐城、青州，因功，授予王建阿飡之職。同年，正式称王，以“高丽”为国号，其政权史称“后高句丽”。
904年（天祐元年）甲子，弓裔改國號为“摩震”，建年号“武泰”。秋七月，在鐵圓建立都城（今鐵原朝韩非军事区內）遷徙青州一千戶居民至鐵圓。同時，攻取尚州等三十餘州縣，公州將軍弘奇來降。
905年，弓裔正式搬入新的都城，修建宮殿，窮奢極侈，改年號為“聖冊”。又出兵北方，夺得浿西十三鎭。平壤城主將軍黔用來降，甑城赤衣、黃衣賊明貴等也歸服。弓裔便希望吞併新羅，令國人呼新羅為「滅都」。凡自新羅來者，盡誅之。
911年，弓裔改國號為“泰封”，改年號為“水德萬歲”。派王建攻取錦城等地，改錦城為羅州。論功行賞，封王建為大阿飡將軍。弓裔自称弥勒佛下凡，头戴金帻，身披方袍，以长子为青光菩萨，以次子为神光菩萨。他曾经自述佛经二十余卷。一次講說的時候，僧人释聪批评其所授皆为“邪说怪谈”，弓裔大怒，用铁锤将他打死。
913年，封王建為波珍飡侍中。914年，改年號為“政開”，封王建為百船將軍。
弓裔性格殘暴。贞明元年（915年），夫人康氏見弓裔做了很多不合常理的事情，郑重地向他提出谏言。弓裔大怒，問她：「汝與他人姦，何耶？」康氏說：「安有此事？」弓裔說：「我以神通觀之。」於是命人用烈火加熱了鐵杵，塞入其陰部殺之，又殺害了兩個兒子。此後，弓裔多疑急怒，百官、將吏、平民等多有無故受害者，斧壤、鐵圓之人不堪忍受。
918年夏六月，将军洪儒（弘述）、裴玄慶（白玉）、申崇謙（三能山）、卜知謙（卜沙貴）等人秘密謁見王建，聲稱弓裔暴虐，欲推戴王建為新的國王。王建最初拒絕，其妻柳氏得知後，說：「以仁伐不仁，自古而然。今聞衆議，妾猶發憤，況大丈夫乎？今羣心忽變，天命有歸矣。」手提鎧甲為王建披上。諸將簇擁著王建出門，聲稱王建已經舉義，眾人紛紛前來追隨。到宮門前鼓噪以待之人，亦有一萬餘人。王建遂被推戴為王，建立高麗王朝。弓裔聞變不知所措，微服逃入山林之中，被斧壤（今朝鲜江原道平康郡）的百姓殺死。

## 亲属
- 妻：王妃康氏。本贯信川康氏。
  - 長子：青光菩萨。
  - 二子：神光菩萨。

目前，順天金氏、光山李氏二本贯自称弓裔的后裔。

## 影视形象
- 电视剧《太祖王建》（2000年）：金永哲饰